# 中外運航運
中外運航運有限公司（港交所除牌前0368.HK，英文名稱是Sinotrans Shipping Limited，中文簡稱中外運航運或中外航運），是1950年成立的中国外运长航集团有限公司（簡稱 中外运长航）的子公司。
中外運航運是一家以中國大陸為基地的船務公司，主要業務是租賃乾散貨船及集裝箱船，及原油航運服務。在2007年6月，該公司的船隊有34艘船，包括26艘乾散貨船、3艘油輪及5艘集裝箱船。另外該公司及其控制的公司在同年已訂購13艘新船。
中外運航運於2007年11月中在香港交易所上市，新股定價為8.18港元，集資超過100億港元。因其招股價定價進取，卻適逢港股跌市，故其股價在上市後一直低於招股價。
2008年3月10日起，中外運航運加入紅籌指數成份股，至2010年3月被剔除。
2018年9月26日，母公司中国外运长航集团有限公司旗下Sinotrans Shipping (Holdings) Limited，以2.7港元私有化，涉資金額為33.735 億港元，原因受全球航運業持續低迷，同時交投表現欠佳，再加上母公司中国外运长航集团有限公司和招商局集團整合已完成。
2019年1月14日，在股東大會通過後，中外運航運股份已從港交所主板除牌。

## 外部連結
- 中外運 航運有限公司